# T. K. V. Desikachar
Tirumalai Krishnamacharya Venkata Desikachar (* 21. Juni 1938 in Mysore; † 8. August 2016 in Chennai) war ein indischer Yoga-Lehrer und Autor. Er war der Sohn von Sri T. Krishnamacharya und Srimathi T. Namagiriammal und Bruder von Sri T. K. Sribhashyam.

## Leben
Desikachars Muttersprache war das zur dravidischen Sprachfamilie gehörende Telugu, woraus sich gemäß südindischer Namenskonvention ergibt, dass T(irumalai) der vorangestellte Herkunftsname, K(rishnamacharya) der vorangestellte Vatersname und V(enkata) Desikachar der persönliche Name ist.
Als Sohn von Sri T. Krishnamacharya, der als Begründer des modernen Yogas gilt, kam Sri T. K. V. Desikachar früh mit Yoga-Philosophie und -Praxis in Berührung. Er war Schüler seines Vaters bis zu dessen Tod 1989. 1976 gründete Desikachar die Schule Krishnamacharya Yoga Mandiram (KYM) in Madras.
Das von Desikachar entwickelte Viniyoga basiert auf den Yoga-Prinzipien Krishnamacharyas. Viniyoga wird an die individuellen Bedürfnisse der jeweiligen Schüler angepasst. Dieser Ansatz unterstützt die therapeutische Nutzung von Yoga, wobei Desikachar sich später vom Begriff Viniyoga wieder distanzierte und sich wünschte, dass seine Methode einfach weiterhin nur Yoga genannt werden möge.
Desikachar hat mit seiner Frau Menaka drei Kinder, darunter sein Sohn Kausthub Desikachar, der nach eigener Aussage das Erbe seines Vaters und Großvaters fortführt. 2012 trat Kausthub nach Anschuldigungen der sexuellen Belästigung aus seinen Funktionen zurück, nahm jedoch 2013 nach ergebnislosen Behördenermittlungen seine Arbeit wieder auf – dies seit Desikachars Tod 2016 jedoch in eigenen Instituten, nämlich Viniyoga Singapore und der Krishnamacharya Healing and Yoga Foundation (KHYF), wobei der KYM weiterhin parallel besteht.

## Werke
- Yoga – Tradition und Erfahrung; die Praxis des Yoga nach dem Yoga Sutra des Patañjali. Petersberg 1991.
- Yoga – Gesundheit für Körper und Geist: Leben und Lehren Krishnamacharyas. Berlin 2000.
- Das verborgene Wissen bei Freud und Patañjali: Beziehung, Heilung und Wandlung in Yoga und Psychoanalyse. Stuttgart 2007.
- Über Freiheit und Meditation – Das Yoga Sutra des Patañjali: eine Einführung. Verlag Via Nova, Fulda 2009.
- Health, Healing, and Beyond: Yoga and the Living Tradition of T. Krishnamacharya. Farrar, Straus and Giroux, New York City, 2011 (online in der Google-Buchsuche) (deutsch: Yoga – Heilung von Körper und Geist jenseits des Bekannten: Leben und Lehren Krishnamacharyas. Bielefeld 2012).